# Пойнингс, Роберт (рыцарь)
Роберт Пойнингс (англ. Robert Poynings; примерно 1419 — 17 февраля 1461, Сент-Олбанс, Хартфордшир, Королевство Англия) — английский аристократ, сын Роберта Пойнингса, 4-го барона Пойнингса. Заседал в парламенте, погиб во второй битве при Сент-Олбансе во время Войн Алой и Белой розы.

## Биография
Роберт Пойнингс был вторым сыном Роберта Пойнингса, 4-го барона Пойнингса, и Элеаноры Грей, дочери Реджинальда Грея, 3-го барона Грея из Ратина. Он родился примерно в 1419 году. Его старший брат Ричард погиб молодым во Франции, но оставил дочь Элеанору, которой перешли основная часть семейных владений, расположенных главным образом в Сассексе, и права на баронский титул. Известно, что Роберт судился с племянницей из-за нескольких поместий и со своим сводным братом Уильямом Кромером (сыном его мачехи Маргарет Скери от первого брака) из-за движимого имущества.
Летом 1450 года Пойнингс присоединился к восстанию Джека Кэда. Некоторые источники утверждают, что он выступал в роли «резчика и меченосца» при Кэде. Восстание было подавлено, сэр Роберт оказался в тюрьме и был объявлен вне закона, но каких-то заметных последствий это не имело. В том же году Пойнингс вышел на свободу и был избран в парламент как рыцарь от графства Сассекс, в 1451 году был переизбран. В 1457 году он подал прошение о помиловании за участие в восстании.
В Войнах Алой и Белой розы Пойнингс встал на сторону Йорков. Он погиб во второй битве при Сент-Олбансе 17 февраля 1461 года.
Сэр Роберт был женат на Элизабет Пастон, дочери Уильяма Пастона и Агнес Бери. В этом браке родился сын Эдуард, отец Томаса, барона Пойнингса в 1545 году. Вдова сэра Роберта вступила во второй брак — с сэром Джорджем Брауном.